# Soerensenella rotara
Soerensenella rotara is een hooiwagen uit de familie Triaenonychidae.